# Fotomaska
Fotomaska – płyta służąca do naświetlania wzorów w procesie fotolitografii zgodnie ze znajdującymi się na niej obszarami nieprzezroczystymi i przezroczystymi (tzw. oknami).

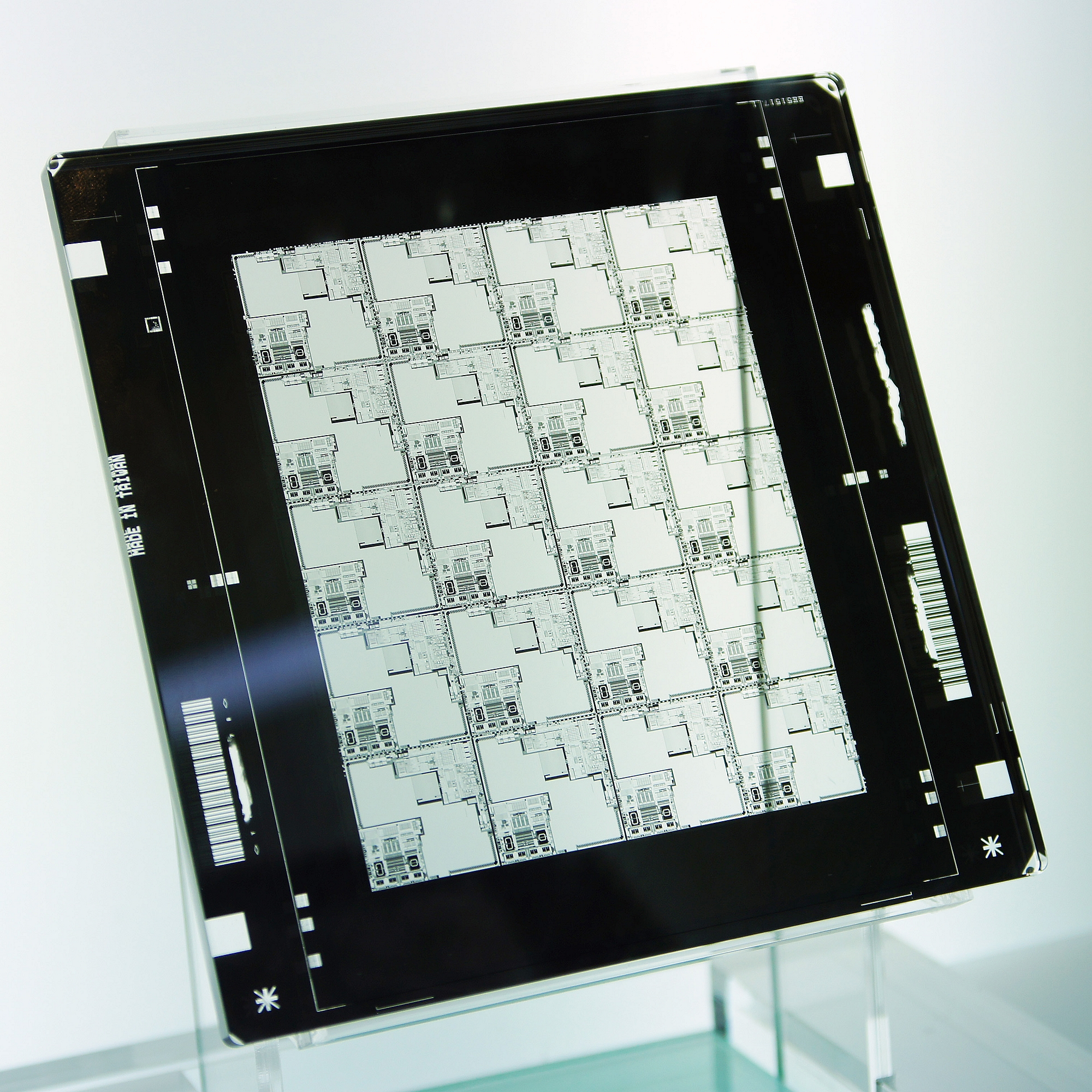
Fotomaska chromowa.
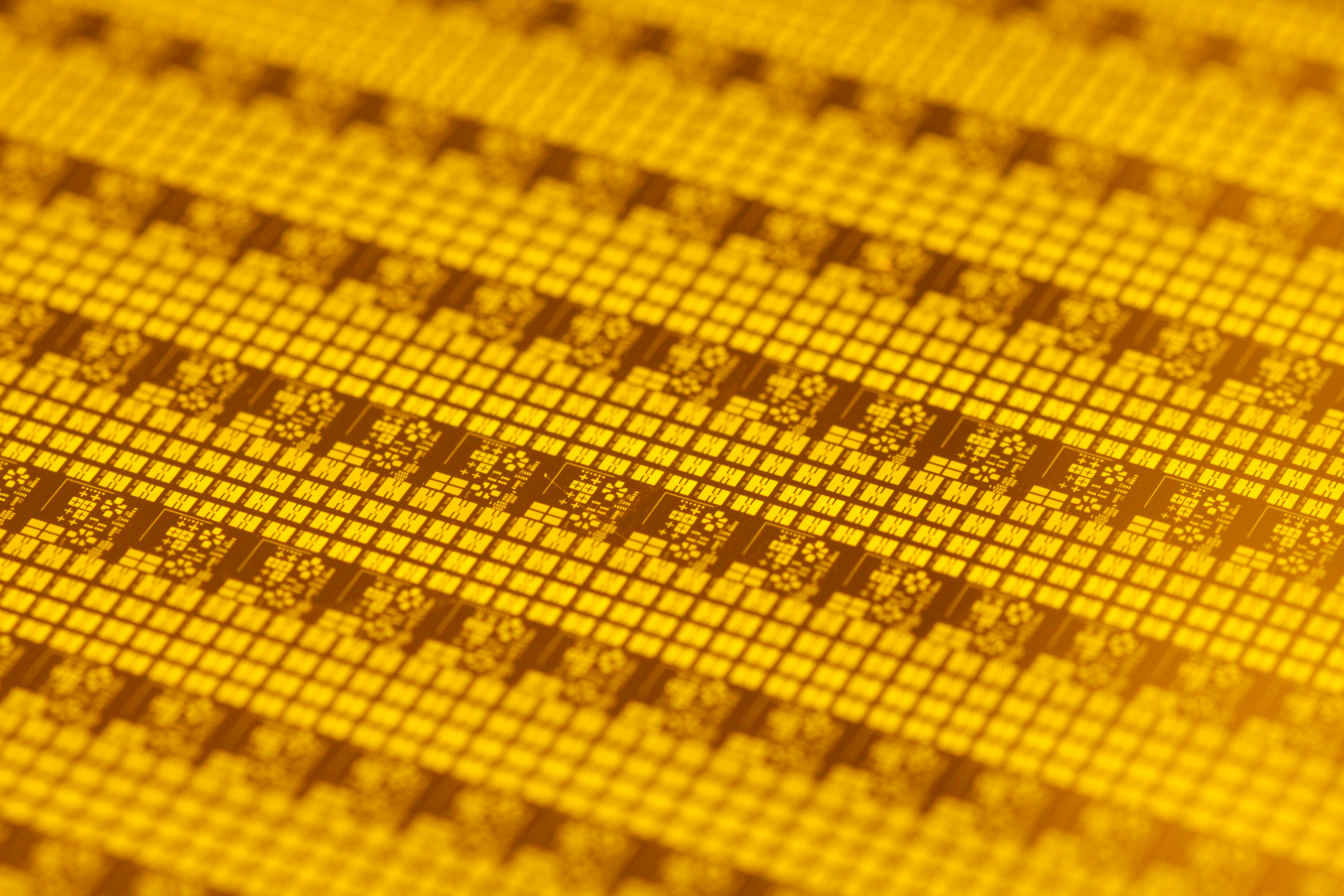
Detale wzoru na masce chromowej. Czarne pola to obszary pokryte chromem i blokujące światło, reszta to okna bez chromu przepuszczające światło.

Fotomaski są wykorzystywane w fotolitografii do naświetlania określonych wzorów w fotorezyście. Kiedyś dość powszechne były fotomaski emulsyjne, które zastąpione zostały przede wszystkim fotomaskami chromowymi, czyli płytami szklanymi lub kwarcowymi pokrytymi chromem. Tego typu maski wykonuje się zwykle z podłoży w całości pokrytych chromem, który jest potem usuwany z wybranych obszarów przez wzór z rezystu. Krytycznym etapem jest wykonanie wzoru z rezystu, przy czym stosuje się głównie rezysty światłoczułe (fotorezysty) lub elektronoczułe. Zależnie od rodzaju rezystu, naświetlanie wykonuje się za pomocą:
- Litografii laserowej - urządzenie charakteryzuje się niższą ceną, ale oferuje większy wymiar krytyczny, co oznacza niższą rozdzielczość.

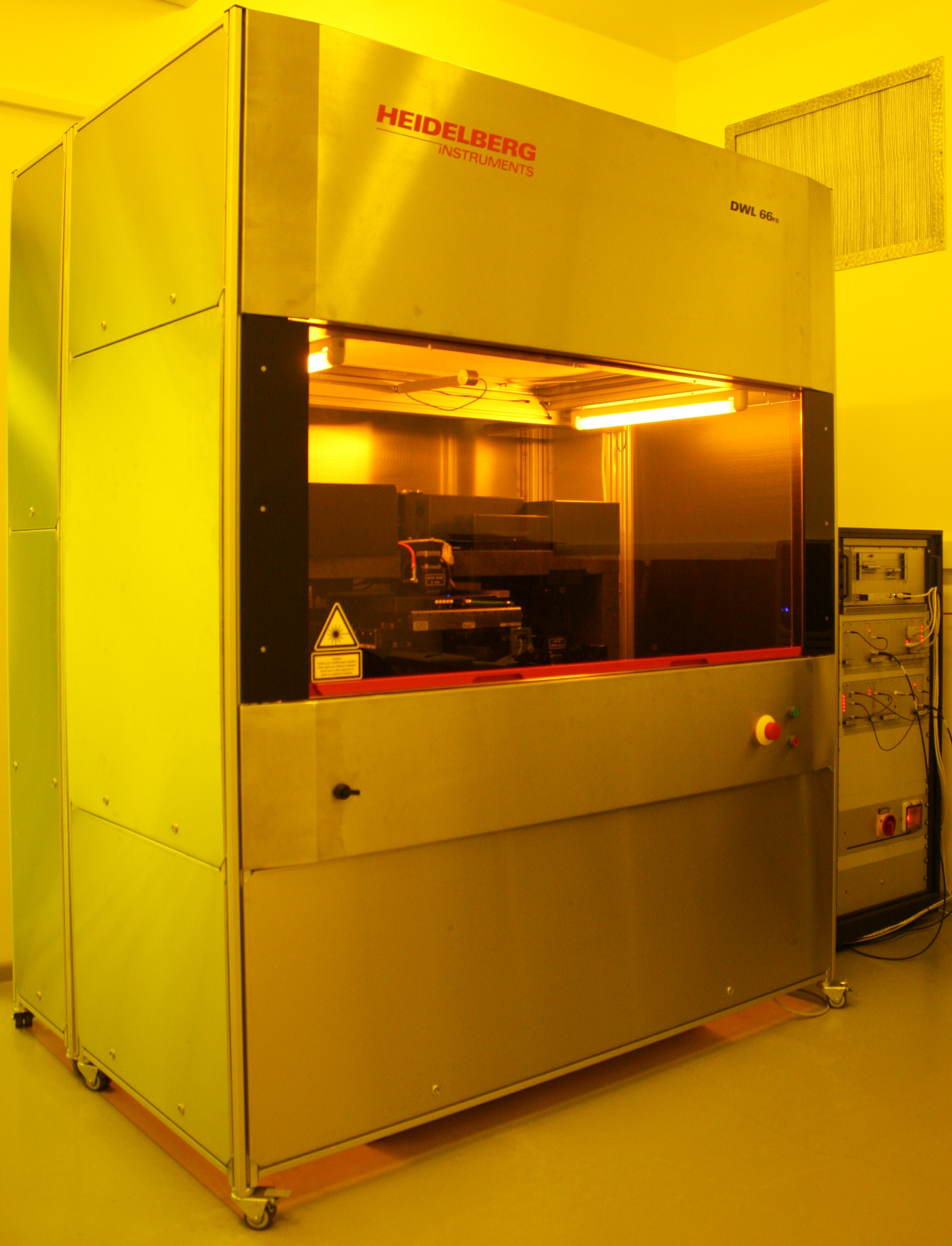
Urządzenie do litografii laserowej (Heidelberg Instruments, DWL 66FS)
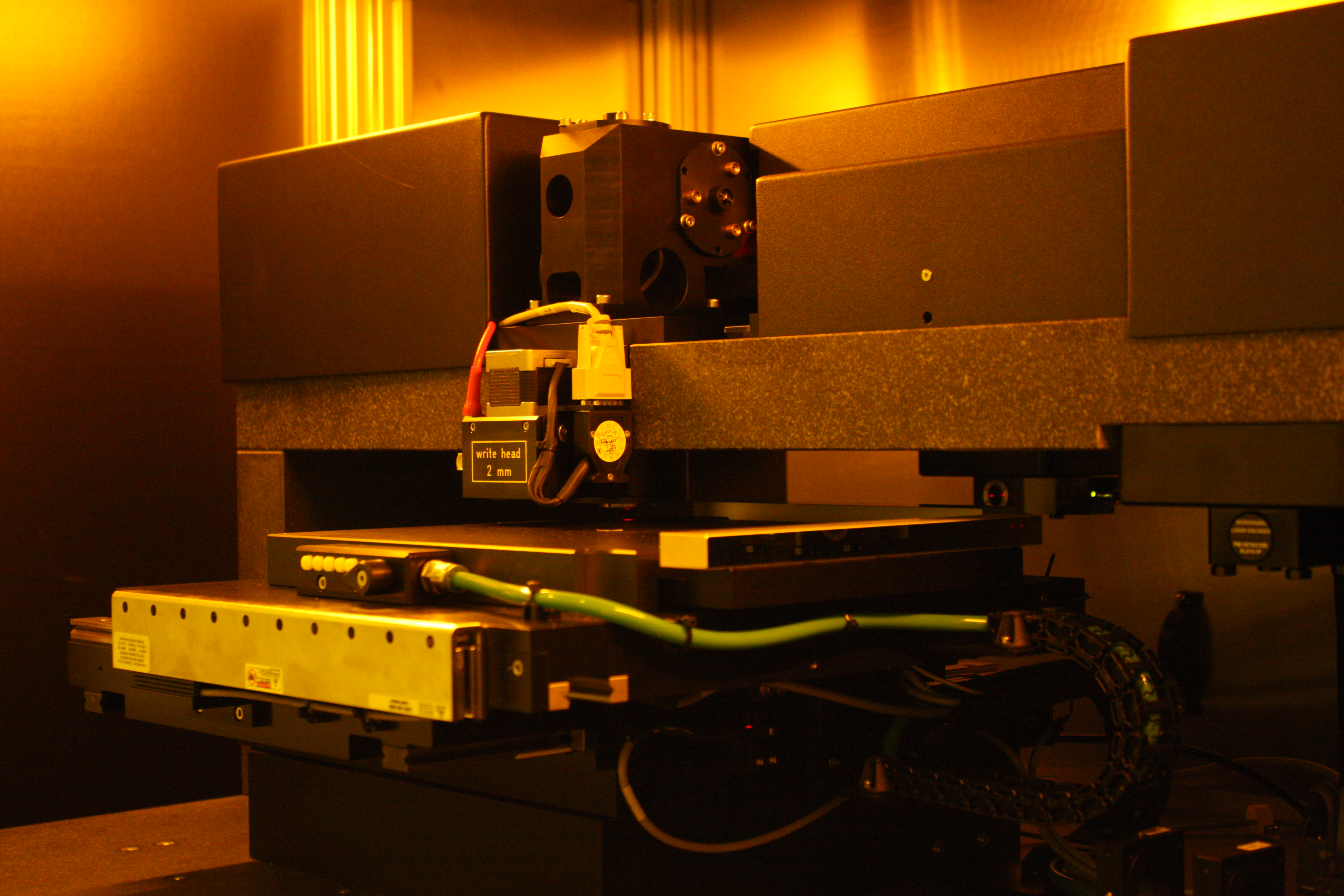
Głowica rysująca i stolik wewnątrz komory urządzenia do litografii laserowej.

- Elektronolitografii - urządzenie droższe w zakupie, ale można uzyskać mniejszy wymiar krytyczny (wyższą rozdzielczość).

Po naświetleniu wzoru w rezyście wywołuje się go odpowiednim wywoływaczem. W ten sposób otwiera się okna w rezyście, przez które następnie usuwa się chrom. Najpopularniejszą metodą jest mokre trawienie w kwaśnych rozworach. Ostatecznie (po usunięciu już zbędnego rezystu) uzyskuje się płytę z wzorem, którego nieprzezroczyste obszary pokryte są chromem.